# Austrian Football Division 1 2011
La Austrian Football Division 1 2011 è stata la 26ª edizione del campionato di football americano di secondo livello, organizzato dalla AFBÖ.

## Squadre partecipanti
| Club                | Città         | Stadio | Sponsor ufficiale | Risultato nella stagione 2010 |
| ------------------- | ------------- | ------ | ----------------- | ----------------------------- |
| AFC Rangers Mödling | Mödling       |        |                   |                               |
| Red Lions Hall      | Hall in Tirol |        |                   |                               |
| Tirol Raiders JV    | Innsbruck     |        | Swarco            |                               |
| Traun Steelsharks   | Traun         |        |                   |                               |
| Vienna Knights      | Vienna        |        |                   |                               |
| Vienna Vikings 2    | Vienna        |        | Dacia             |                               |

## Stagione regolare

### Calendario

#### 1ª giornata
| 19 marzo 2011 | AFC Rangers Mödling | 63 – 0 (7-0 21-0 21-0 14-0) | Red Lions Hall |  |

| 19 marzo 2011 | Vienna Vikings 2 | 21 – 7 (14-0 0-0 0-0 7-7) | Traun Steelsharks |  |

| 20 marzo 2011 | Vienna Knights | 37 – 20 (14-0 0-6 6-14 17-0) | Tirol Raiders JV | (150 spett.) |

#### 2ª giornata
| 26 marzo 2011 | Vienna Vikings 2 | 21 – 20 (7-0 7-7 7-7 0-6) | Vienna Knights | (500 spett.) |

| 27 marzo 2011 | Tirol Raiders JV | 41 – 0 (14-0 21-0 6-0 0-0) | Red Lions Hall |  |

#### 3ª giornata
| 2 aprile 2011 | Vienna Knights | 7 – 17 (0-3 7-7 0-0 0-7) | AFC Rangers Mödling | (250 spett.) |

| 2 aprile 2011 | Traun Steelsharks | 35 – 0 (21-0 7-0 0-0 7-0) | Red Lions Hall |  |

#### 4ª giornata
| 9 aprile 2011 | Tirol Raiders JV | 21 – 14 (14-0 0-7 7-0 0-7) | Traun Steelsharks | (100 spett.) |

| 9 aprile 2011 | AFC Rangers Mödling | 14 – 7 (d.t.s.) (0-0 0-0 0-7 7-0 7-0) | Vienna Vikings 2 | (450 spett.) |

#### 5ª giornata
| 16 aprile 2011 | Tirol Raiders JV | 21 – 24 (7-14 7-7 0-0 7-3) | AFC Rangers Mödling | (350 spett.) |

| 16 aprile 2011 | Red Lions Hall | 0 – 31 (0-3 0-7 0-7 0-14) | Vienna Vikings 2 |  |

| 16 aprile 2011 | Traun Steelsharks | 13 – 26 (0-6 7-0 0-20 6-0) | Vienna Knights |  |

#### 6ª giornata
| 30 aprile 2011 | Red Lions Hall | 0 – 50 (0-12 0-17 0-14 0-7) | Tirol Raiders JV | (150 spett.) |

| 1º maggio 2011 | Vienna Knights | 14 – 25 (7-0 7-6 0-16 0-3) | Vienna Vikings 2 | (300 spett.) |

#### 7ª giornata
| 7 maggio 2011 | Vienna Vikings 2 | 20 – 21 (0-0 0-14 14-0 6-7) | AFC Rangers Mödling |  |

| 8 maggio 2011 | Traun Steelsharks | 20 – 28 (7-0 7-14 6-0 0-14) | Tirol Raiders JV |  |

#### 8ª giornata
| 14 maggio 2011 | AFC Rangers Mödling | 20 – 12 (0-0 0-0 7-6 13-6) | Vienna Knights | (250 spett.) |

| 14 maggio 2011 | Red Lions Hall | 0 – 28 | Traun Steelsharks |  |

### Classifiche
Le classifiche della regular season sono le seguenti:
- PCT = percentuale di vittorie, G = partite giocate, V = partite vinte,  P = partite perse, PF = punti fatti, PS = punti subiti

#### Division Ost
| Pos. | Squadra             | PCT   | G | V | N | P | PF  | PS  |
| ---- | ------------------- | ----- | - | - | - | - | --- | --- |
| 1    | AFC Rangers Mödling | 1.000 | 6 | 6 | 0 | 0 | 159 | 67  |
| 2    | Vienna Vikings 2    | .667  | 6 | 4 | 0 | 2 | 125 | 76  |
| 3    | Vienna Knights      | .333  | 6 | 2 | 0 | 4 | 116 | 116 |

#### Division West
| Pos. | Squadra           | PCT  | G | V | N | P | PF  | PS  |
| ---- | ----------------- | ---- | - | - | - | - | --- | --- |
| 1    | Tirol Raiders JV  | .667 | 6 | 4 | 0 | 2 | 181 | 95  |
| 2    | Traun Steelsharks | .333 | 6 | 2 | 0 | 4 | 117 | 96  |
| 3    | Red Lions Hall    | .000 | 6 | 0 | 0 | 6 | 0   | 248 |

## Playoff

### Tabellone
|  | Semifinali | Semifinali          | Semifinali |                  |    | XIV Silver Bowl     | XIV Silver Bowl | XIV Silver Bowl |  |
|  |            |                     |            |                  |    |                     |                 |                 |  |
|  | 1O         | AFC Rangers Mödling | 18         |                  |    |                     |                 |                 |  |
|  | 1O         | AFC Rangers Mödling | 18         |                  |    |                     |                 |                 |  |
|  | 2W         | Traun Steelsharks   | 13         |                  |    |                     |                 |                 |  |
|  | 2W         | Traun Steelsharks   | 13         |                  | 1O | AFC Rangers Mödling | 41              |                 |  |
|  |            |                     |            |                  | 1O | AFC Rangers Mödling | 41              |                 |  |
|  |            |                     | 1W         | Tirol Raiders JV | 10 |                     |                 |                 |  |
|  | 1W         | Tirol Raiders JV    | 1W         | Tirol Raiders JV | 10 | 48                  |                 |                 |  |
|  | 1W         | Tirol Raiders JV    |            |                  |    |                     |                 |                 |  |
|  | 2O         | Vienna Vikings 2    | 10         |                  |    |                     |                 |                 |  |

### Semifinali
| 28 maggio 2011 | AFC Rangers Mödling | 18 – 13 (6-0 6-7 0-0 6-6) | Traun Steelsharks |  |

| 29 maggio 2011 | Tirol Raiders JV | 48 – 10 (14-7 31-0 0-0 3-3) | Vienna Vikings 2 | (300 spett.) |

### XIV Silver Bowl
| 11 giugno 2011 | AFC Rangers Mödling | 41 – 10 (7-3 14-0 7-0 13-7) | Tirol Raiders JV | (500 spett.) |

## Verdetti
- AFC Rangers Mödling Vincitori dell'Austrian Football Division 1 2011